# マークウィス・ゴードン
マークウィス・ラフェイエット・ゴードン（Marquis Lafayette Gordon、1843年7月18日 - 1900年11月4日）は、明治時代の日本で活躍した、アメリカン・ボードのアメリカ人宣教師。カンバーランド長老教会の教職者。ゴルドン、M・L・ゴードンとも表記される。

## 経歴
1843年、ペンシルベニア州ウェインズバーグで生まれる。ウェインズバーグ大学を卒業、アンドーヴァー神学校を卒業する。さらに、ニューヨークで医学を学ぶ。1872年8月6日、カンバーランド長老教会ペンシルベニア中会にて按手を受ける。
1872年（明治5年）11月、妻リンダと共に、アメリカン・ボードの宣教師として来日する。オラメル・ギューリックと共に、大阪の川口与力町に着任する。ゴードンは自宅で英語塾を初め、30名の日本人が集まり、1873年（明治6年）3月より日曜礼拝を始めると12名の出席者が集まった。ギューリックが神戸に転任すると、ゴードンが説教を受け持った。しかし、ゴードンは眼病に罹っていたので、神戸に治療に行ったり、静養をしていた。1874年（明治7年）5月24日、ゴードンは高木玄真、安田三折ら5名に洗礼を授け、横浜から平井仙次郎が転入して、梅本町公会（現、日本基督教団大阪教会）が設立された。元会津藩士・山本覚馬に出会い、信仰に導く。
1881年(明治14年)5月1日には山崎為徳の友人、片桐清治に洗礼を授ける。
1877年（明治10年）に京都に移り同志社英学校で神学を教えた。1899年にアメリカに帰国し、翌1900年11月4日にマサチューセッツ州で死去。57歳没。

## 登場作品
- 八重の桜 - 2013年、NHK大河ドラマ、演：ドン・ジョンソン